# Nymphon quadrispinum
Nymphon quadrispinum är en havsspindelart som först beskrevs av Hilton, W.A. 1942.  Nymphon quadrispinum ingår i släktet Nymphon och familjen Nymphonidae. Inga underarter finns listade i Catalogue of Life.